# Tống Thiến
Tống Thiến (tiếng Trung: 宋茜; bính âm: Sòng Qiàn), còn được biết đến với nghệ danh Victoria, là một ca sĩ, vũ công, người mẫu và diễn viên người Trung Quốc. Cô ra mắt công chúng vào năm 2009 dưới tư cách là một thành viên của nhóm nhạc nữ Hàn Quốc f(x). Vào năm 2010, Victoria đã trở nên nổi tiếng sau khi trở thành một phần trong cuộc sống hôn nhân ảo với Nichkhun trong We Got Married Season 2, cũng như là thành viên chính thức trong Invincible Youth. Victoria đã nhận giải Nghệ sĩ nổi tiếng của năm tại Lễ trao giải MBC năm 2010. Victoria bắt đầu bước vào con đường diễn xuất qua các vai chính trong bộ phim Khi Tình Yêu Đến, Bí Mật Của Mỹ Lệ, Vương Quốc Ảo và Cô Nàng Ngổ Ngáo (Phần 2), được trao tặng giải Diễn viên mới của năm tại Lễ trao giải Quốc Kịch Thịnh Điển năm 2012.
Victoria thật sự rất nổi tiếng tại Trung Quốc với hơn 20 triệu follower trên Weibo, xếp vị trí thứ 4 trong số các nghệ sĩ K-pop tham gia Weibo vào tháng 4 năm 2015. Victoria xếp vị trí 80 trên The 2013 Independent Critics List of the 100 Most Beautiful Faces và lần đầu trên Sohu Entertainment World's 50 Most Beautiful People vào năm 2011. Vào năm 2014, Victoria đã chiến thắng "2014 Goddess of Asia" với 579,298 vote. Victoria cũng nằm trong top 10 những nhân vật có độ nổi tiếng nhất trên Baidu với vị trí thứ 7. Tính đến tháng 5 năm 2021, cô đã sở hữu gần 50 triệu follower trên Weibo.

## Tiểu sử
Victoria sinh ra tại Thanh Đảo, Sơn Đông, Trung Quốc. Victoria đã rời khỏi Thanh Đảo lên Bắc Kinh để học múa dân gian Trung Quốc tại Học viện múa Bắc Kinh. Sau khi tốt nghiệp trung học, Victoria được công nhận tại Học viện múa Bắc Kinh và chọn vào ngành múa dân gian. Vào tháng 9 năm 2007, đã được nhân viên của SM Entertainment phát hiện khi tham gia cuộc thi nhảy tại Bắc Kinh và không lâu sau đó đã gia nhập vào công ty. Victoria đã vượt qua buổi thử giọng của SM Entertainment và bắt đầu sự nghiệp diễn viên và người mẫu tại Hàn Quốc. Victoria đã làm thực tập sinh trong 2 năm tại SM Entertainment trước khi debut, từ 2007 đến 2009. Victoria lần đầu làm người mẫu cho quảng cáo Spris vào đầu năm 2008 với ca sĩ-diễn viên Hàn Quốc Lee Joon-gi. Vào tháng 4 năm 2008, Victoria làm người đại diện cho Samsung Anycall trong MV với ca sĩ-diễn viên Hàn Quốc Bi Rain. Victoria đã quay một đoạn phim quảng bá du lịch "Hi, Seoul" với TVXQ và Super Junior. Vào tháng 5 năm 2008, Victoria xuất hiện trong MV "Replay" của SHINee.

## Sự nghiệp

### 2009 – 2011: f(x) và hoạt động cá nhân
Victoria debut với tư cách là trưởng nhóm nhạc f(x) vào tháng 9 năm 2009. f(x) chính thức debut vào ngày 5 tháng 9 năm 2009.
Vào tháng 6 năm 2010, Victoria là thành viên chính thức của chương trình Invincible Youth là một phần của G7, gồm 7 thành viên nữ đến từ các nhóm nhạc khác nhau. Victoria cũng là nhân vật chính trong chương trình We Got Married với Nichkhun của 2PM. Cặp đôi còn được gọi là Khuntoria trong chương trình. Nichkhun và Victoria trở nên nổi tiếng hơn sau khi tham gia vào chương trình. Vào cuối năm, Victoria đã chiến thắng giải "Popularity Award'' tại MBC Entertainment Awards cho thấy sự nổi tiếng của Victoria trong We Got Married.
Vào năm 2011, Victoria đã trở thành đại diện của một số nhãn hàng. Vào tháng 12 năm 2011, Victoria và Nichkhun được chọn làm MC tại MBC Gayo Daejun Festival.

### 2012 - 2016: f(x) và hoạt động diễn xuất

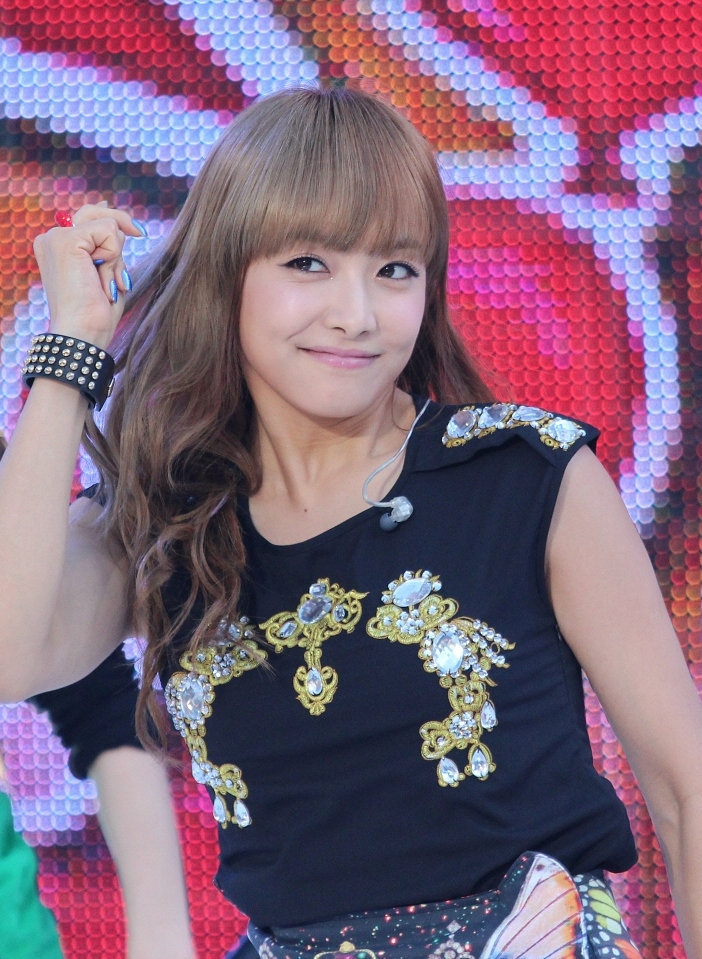
Victoria tại M Super Concert, năm 2012

Vào tháng 1 năm 2012, Victoria được chọn làm nhân vật chính trong bộ phim Trung - Đài cùng sản xuất When Love Walked In, cùng với đồng nghiệp cùng công ty Zhou Mi và Calvin Chen của nhóm Phi Luân Hải. Bộ phim đạt vị trí số một trên bảng rating. Victoria đã chiến thắng giải Best Newcomer Actress Award tại China National Drama Awards cho màn diễn xuất của Victoria. Vào tháng 12 năm 2012, Victoria phát hành sách photo-essay với tựa đề là "Victoria's Hong-Ma" trong đó bao gồm những kinh nghiệm khi đi du lịch tại Hồng Kông và Ma Cao của Victoria. Phiên bản tiếng Trung của quyển sách được phát hành vào năm 2013.
Vào năm 2013, Victoria đã nhận được lời mời từ đạo diễn Li Shao cho vai chính của bộ phim Cocoon Town Romance, bộ phim dựa trên series "Tarot Goddess Sleuths". Bộ phim bắt đầu quay vào tháng 12 năm 2013 sẽ được phát sóng trong năm 2016. Vào tháng 6, Victoria đã xuất hiện trên Super Star China với tư cách là giám khảo khách mời trong một tập. Victoria trở thành MC cho chương trình Glitter với nữ diễn viên Kim So Eun.
Trong năm 2014, được chọn làm MC trong chương trình với sự hợp tác giữa Hàn - Trung với tên là Strongest Group với Zhou Mi. Victoria cũng đã hợp tác với Zhou Mi trong solo single album của anh ấy, với tên là "Loving You". Victoria đã xuất hiện trong MV "Agape" và "Not Alone" của Zhang Li Yin với tư cách là một nữ chính với Tao cựu thành viên của EXO.

Vào tháng 5 năm 2015, tin đồn việc chấm dứt hợp đồng giữa Victoria và SM Entertainment bắt đầu lan truyền trên Weibo. Công ty nói rằng tin đồn Victoria chấm dứt hợp đồng với SM Entertainment là hoàn toàn vô căn cứ, SM Entertainment cũng đang tròn quá trình lập studio riêng cho các hoạt động của cô ở Trung Quốc. Victoria sau đó cũng đã phủ nhận, nói rằng cô chưa bao giờ có ý định chấm dứt hợp đồng với SM Entertainment. Và cũng tiết lộ rằng Victoria sẽ hợp tác với công ty quản lý Trung Quốc Jia Shikai cho các hoạt động của cô tại Trung. Trong cùng năm, Victoria đã đảm nhận vai chính trong bộ phim truyền hình Beautiful Secret. Victoria phát hành solo single "Star Tears" cho OST của bộ phim.

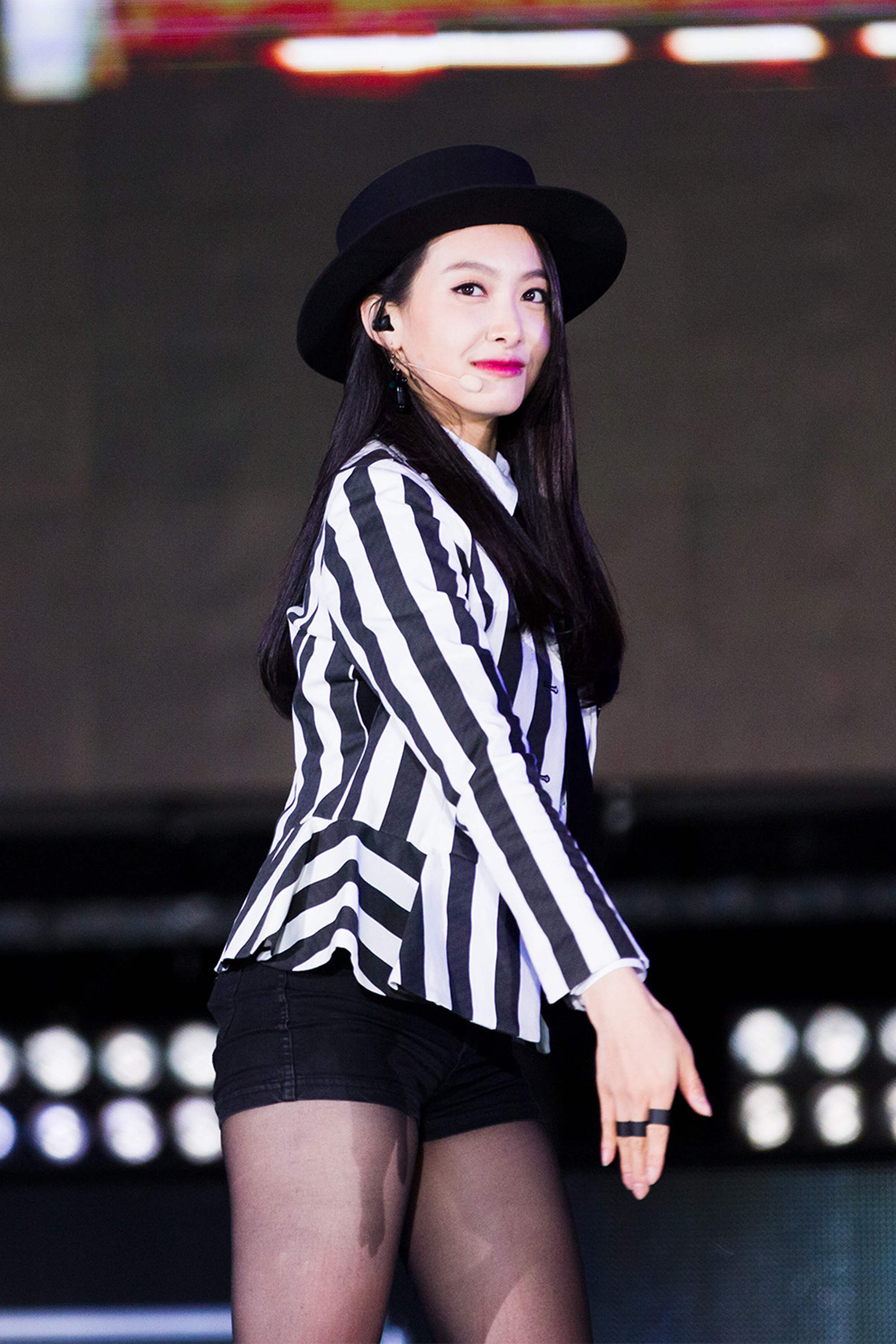
Victoria tại Jeju Kpop Festival, năm 2015

 Bộ phim đã đạt được rating trung bình cao nhất trong nửa đầu năm 2016. Bên cạnh tham gia diễn xuất, Victoria cũng có hợp tác với Adidas cho một dự án và làm người mẫu trên Cosmopolitan số ra vào tháng 6.
Vào năm 2016, Victoria đóng vai chính trong My New Sassy Girl với Cha Tae-hyun. Trong bộ phim là phần hai của My New Sassy Girl (2001), bộ phim phát hành đồng thời giữa Hàn Quốc và Trung Quốc. Victoria đã xuất hiện trong remake bản Trung của My Best Friend's Wedding với vai trò là diễn viên chính. Phim được công chiếu vào ngày Valentine năm 2016, nhưng bị hoãn lại vào tháng 8 trong cùng một năm. Victoria tham gia vào việc quay phim tại Luân Đôn, Ý và Bắc Kinh vào tháng 7. Vào ngày 24 tháng 7, Victoria tham gia vào bộ phim thứ tư và cũng là bộ phim cổ trang đầu tiên Ice Fantasy. Victoria cũng đã hát OST cho bộ phim với tựa đề là "Li Luo" và đó cũng là tên nhân vật trong bộ phim của cô.
Victoria xác nhận vai diễn chính trong bộ phim Once Promised được viết bởi nhà tiểu thuyết nổi tiếng Đồng Hoa, với Huỳnh Hiểu Minh. Bộ phim với tựa đề Ancient Love Song sẽ được công chiếu vào năm 2017. Vào tháng 5 năm 2016, Victoria thông báo sẽ tham gia vào bộ phim Endless August với vai diễn chính cùng Bi Rain. Victoria cũng được cast trong bộ phim Reversal Life. Tháng 12 năm 2016, Victoria được công bố sẽ trở thành ngôi sao trong bộ phim sắp tới của Renny Harlin Legend of the Ancient Sword, dựa trên các video trò chơi Gu Jian Qi Tan 2.
Ngày 9 tháng 6 năm 2015, Victoria thành lập phòng làm việc tại Trung Quốc, hợp tác cùng công ty Duyệt Khải Giải trí, bước đầu chuyển trọng tâm sự nghiệp về quê nhà.

### 2016 - Nay: Tập trung vào sự nghiệp cá nhân
Năm 2016, sau khi tour diễn đầu tiên DIMENSION 4 – Docking Station của f(x) chính thức khép lại, hoạt động của nhóm cũng dần bị đóng băng từ đó, SM không còn bất kì kế hoạch cụ thể nào cho nhóm.
Ngày 13 tháng 8 năm 2018, Victoria cho ra mắt ca khúc solo Roof On Fire, mở đường cho album đầu tay.
Ngày 5 tháng 9 năm 2019, phòng làm việc Victoria thông báo hợp đồng giữa cô và SM Entertainment chính thức kết thúc, tập trung hoàn toàn vào sự nghiệp cá nhân tại Trung Quốc.
Tuy nhiên sau đó, phía SM lại đưa ra thông báo muốn tiếp tục thương thảo hợp đồng với Victoria nhưng không đưa ra câu trả lời chính thức. Được biết mỗi năm SM đều thu về 30% tổng lợi nhuận của Victoria tại nước ngoài, mặc dù trong nhiều năm nay phía công ty chưa từng có bất cứ hoạt động quảng bá nào cho cô tại quê nhà.
Ngày 19 tháng 5 năm 2020, Victoria chính thức phát hành album đầu tay VICTORIA với 10 ca khúc, trong đó có 3 bài tiếng Anh và 7 bài tiếng Trung. Được biết lý do khiến album phải bị trì hoãn suốt gần 3 năm là vì SM nắm trong tay bản quyền hải ngoại, liên tục gây trở ngại cho cô. Mặc dù đây hoàn toàn là album do chính cô tự mình đầu tư và sản xuất, SM không hề tham gia vào bất kì khâu sản xuất nào.
Mãi đến ngày 9 tháng 4 năm 2021, hợp đồng giữa Victoria với SM Entertaiment mới thực sự đi đến kết thúc.

## Hoạt động từ thiện
Vào năm 2008, Victoria và Super Junior-M tham gia vào một chiến dịch cho các vận vận động viên Trung Quốc trong suốt Thế vận hội Mùa hè 2008. Vào năm 2010, Victoria và các thành viên f(x) đã được bổ nhiệm làm đại sứ cho chiến dịch hiến máu cho "Ngày Hiến Máu Thế giới". Một năm sau, Victoria tham gia vào buổi họp báo cho chiến dịch gây quỹ giúp đỡ trẻ em ở Châu Phi, được phối hợp với Hội Chữ thập đỏ Việt Nam và UNICEF.
Vào tháng 11 năm 2012, Victoria và Kangta đã tham gia vào một sự kiện từ thiện tại Trung Quốc, nơi họ cung cấp về những kiến thức âm nhạc cũng như vũ đạo cho những trẻ em có nhu cầu. Sự kiện này được tổ chức bởi SM Entertainment và CJ E&M để kỉ niệm 20 năm quan hệ ngoại giao giữa Hàn Quốc và Trung Quốc.
Vào cuối năm 2014, Victoria đã mở nơi bán những đồ cá nhân của mình toàn bộ số tiền bán được sẽ được quyên góp vào quỹ từ thiện. Victoria đã đem toàn bộ số tiền đóng góp vào UNICEF trong ngày 31 tháng 12 năm 2014. Tháng 4 năm 2015, Victoria và các diễn viên trong Beautiful Secre đã lập ra quỹ từ thiện "Beautiful Childhood Secret" để nâng cao nhận thức cho các trẻ em bị khiếm thị. Các diễn viên và nhân viên đã chỉnh sửa cuốn sách hình ảnh cho các trẻ em khuyết tật. Trong cùng tháng, Victoria cũng bán đấu giá một con búp do chính tay cô làm và được đạt tên là "Bài hát" trên trang wed đấu giá từ thiện của UNICEF, và vào tháng 6, Victoria tham gia vào "Help Nepal Children" một dự án vòng tay từ thiện của UNICEF.

## Danh sách đĩa nhạc

### Hợp tác
| Năm  | Bài hát                             | Thứ hạng cao nhất | Album  |
| Năm  | Bài hát                             | TQ Baidu          | Album  |
| ---- | ----------------------------------- | ----------------- | ------ |
| 2014 | "Loving You" (hợp tác với Chu Mịch) | 13                | Rewind |

### Nhạc phim
| Năm                                                                                       | Bài hát                 | Thứ hạng cao nhất | Thứ hạng cao nhất | Album                                  |
| Năm                                                                                       | Bài hát                 | TQ Baidu          | TQ V Chart        | Album                                  |
| ----------------------------------------------------------------------------------------- | ----------------------- | ----------------- | ----------------- | -------------------------------------- |
| 2015                                                                                      | "Star Tears"            | 1                 | 10                | Beautiful Secret OST                   |
| 2015                                                                                      | "Dear Child"            | —                 | —                 | Beautiful Secret OST                   |
| 2016                                                                                      | "I Believe"             | 6                 | 2                 | My New Sassy Girl OST                  |
| 2016                                                                                      | "Li Luo"                | —                 | —                 | Ice Fantasy OST                        |
| 2016                                                                                      | "Jiu Long Jue (九龙诀)" | —                 | —                 | Nhạc nền Zhe Tian 3D Mobile Game       |
| 2016                                                                                      | "Tao Hua Yuan (桃花源)" | —                 | —                 | Nhạc nên Tao Hua Yuan Ji 2 Online Game |
| "—" cho biết album không lọt vào bảng xếp hạng hoặc không được phát hành tại khu vực này. |                         |                   |                   |                                        |

## Danh sách phim

### Phim điện ảnh
| Năm  | Tên                                   | Tên tiếng Trung    | Vai                  | Chú thích                                            |
| ---- | ------------------------------------- | ------------------ | -------------------- | ---------------------------------------------------- |
| 2012 | I AM.                                 |                    | Chính mình           | Phim tài liệu của SMTown in New York                 |
| 2015 | SM TOWN Live: The Stage               |                    | Chính mình           | Phim tài liệu của SMTown Live World Tour IV in Tokyo |
| 2016 | Cô nàng ngổ ngáo (Phần 2)             | 我的新野蛮女友     | Sassy (星星)         | Vai chính                                            |
| 2016 | My Best Friend's Wedding              | 我最好朋友的婚礼   | Meng Yixuan (孟薏萱) | Phim làm lại của bộ phim America 1997.               |
| 2017 | Wished                                | 反转人生           | Shan Shan            | Sự xuất hiện đặc biệt                                |
| 2017 | City of Rock                          | 缝纫机乐队         |                      | Cameo                                                |
| 2018 | Cổ Kiếm Kỳ Đàm: Lưu Nguyệt Chiêu Minh | 古剑奇谭之流月昭明 | Văn Nhân Vũ          | Nữ chính                                             |

### Phim truyền hình
| Năm           | Tên                                                                        | Tên tiếng Trung     | Vai                         | Bạn Diễn                                  | Đài truyền hình | Chú thích                                                                          |
| ------------- | -------------------------------------------------------------------------- | ------------------- | --------------------------- | ----------------------------------------- | --------------- | ---------------------------------------------------------------------------------- |
| 2012          | Khi Tình Yêu Đến (When Love Walked In)                                     | 爱情闯进门          | Thẩm Nhã Âm                 | Thần Diệc Nho, Chu Mịch                   | GTV             |                                                                                    |
| 2015-2016     | Bí Mật Của Mỹ Lệ (Beautiful Secret)                                        | 美丽的秘密          | Khương Mỹ Lệ - Nhu Nhu      | Hà Nhuận Đông                             | Hunan TV        | [ 49 ]                                                                             |
| 2016          | Vương Quốc Ảo (Ice Fantasy)                                                | 幻城                | Lê Lạc                      | Phùng Thiệu Phong                         | Hunan TV        | Dựa trên tiểu thuyết City of Fantasy của Quách Kính Minh                           |
| 2017          | Vương Quốc Ảo Ngoại Truyện (Ice Fantasy Destiny)                           | 幻城凡世            | Lê Lạc                      | Phùng Thiệu Phong                         | Tencent         | Cameo                                                                              |
| 2017          | Thượng Cổ Tình Ca (A Life Time Love)                                       | 上古情歌            | Mộc Thanh Mịch              | Huỳnh Hiểu Minh                           | Dragon TV       | Dựa trên tiểu thuyết Từng Thề Ước của Đồng Hoa                                     |
| 2018          | Kiển Trấn Kỳ Duyên (Small Town Adventures)                                 | 茧镇奇缘            | Đỗ Xuân Hiểu                | Tưởng Kình Phu, Dương Dương               | Mango TV        | chuyển thể từ tiểu thuyết trinh thám Nữ thám tử Tarot của tác giả Ám Địa Yêu Nhiên |
| 2018          | Kết ái - Mối tình đầu của Thiên Tuế đại nhân (His Excellency's First Love) | 结爱·千岁大人的初恋 | Quan Bì Bì                  | Hoàng Cảnh Du                             | Tencent         | Dựa trên tiểu thuyết Kết Ái: Vạn Kiếp Yêu Em của Thi Định Nhu                      |
| 2019          | Ánh Trăng Không Hiểu Lòng Tôi (Being Lonely in Love)                       | 山月不知心底事      | Hướng Viễn                  | Âu Hào                                    | Youku           |                                                                                    |
| 2020          | Trạm kế tiếp là hạnh phúc (Find Yourself)                                  | 下一站是幸福        | Hạ Phồn Tinh                | Tống Uy Long                              | Mango TV        |                                                                                    |
| 2020          | Thật Ra Anh Ấy Không Yêu Bạn Nhiều Đến Thế (Love Yourself)                 | 他其实没有那么爱你  | Tôn Nghệ Hà                 | Trịnh Khải, Trương Giai Ninh, Lý Thuần    | IQIYI           |                                                                                    |
| 2021          | Người Tình Xa Lạ (Lover Or Stranger/ Unfamiliar Lover)                     | 陌生的恋人          | La Thiên Di/ Tống Tiểu Đông | Âu Hào                                    |                 |                                                                                    |
| 2021          | Kế Hoạch Nguồn Nhịp Tim (Broker)                                           | 掮客                | Cầu Giai Ninh               | La Vân Hi                                 |                 | Dựa trên tiểu thuyết Đông Cơ Tàn Khốc của Mâu Quyên                                |
| 2021          | Phong khởi Lạc Dương (Louyang)                                             | 风起洛阳            | Võ Tư Nguyệt                | Hoàng Hiên, Vương Nhất Bác                |                 | Dựa trên tiểu thuyết Lạc Dương của Mã Bá Dung                                      |
| Chờ phát sóng | Bát Nguyệt Vị Ương/ Tháng Tám Còn Mãi (Endless August)                     | 八月未央            | Vị Ương                     | Bi (Rain)                                 |                 |                                                                                    |
| Chờ phát sóng | Sinh Mệnh Thân Yêu (Dear Life)                                             | 亲爱的生命          | Đỗ Đế (Du Di)               | Doãn Phưởng, Vương Hiểu Thần, Hồ Hạnh Nhi |                 |                                                                                    |

### Chương trình truyền hình
| Năm  | Đài truyền hình     | Tên                           | Vai                     | Chú thích                                                |
| ---- | ------------------- | ----------------------------- | ----------------------- | -------------------------------------------------------- |
| 2010 | KBS2                | Invincible Youth              | Thành viên thường xuyên | Tập 33-58                                                |
| 2010 | SBS                 | Running Man                   | Khách mời               | với Park Jun-gyu (Tập 8)                                 |
| 2010 | KBS2                | Let's Go! Dream Team Season 2 | Khách mời               | Episode 55                                               |
| 2010 | MBC                 | We Got Married Season 2       | Thành viên thường xuyên | với Nichkhun (Tập 52-91)                                 |
| 2011 | MBC                 | We Got Married Season 3       | Thành viên thường xuyên | với Nichkhun (Tập 1-24)                                  |
| 2011 | SBS                 | Star Couple Challenge         | Khách mời               | với Lee Jae-yoon                                         |
| 2011 | SBS                 | Best Couple                   | Khách mời               | với Chuseok Special, Yesung và Ryeowook                  |
| 2011 | KBS2                | Happy Together Season 3       | Khách mời               | với Dana, Lee Hong-ryul, Lee Kyung-shil và Lee Sung-mi   |
| 2012 | Olive Channel       | Kangta's PASTA e BASTA        | Khách mời               | Tập 4                                                    |
| 2012 | MBC                 | Come to Play!                 | Khách mời               | với Park Gyu-ri, Sunye và JeA (Tập 396)                  |
| 2012 | MBC                 | Radio Star                    | Khách mời               | với Nichkhun và Robert Holley (Tập 288)                  |
| 2012 | SBS                 | Strong Heart                  | Khách mời               | Tập 55                                                   |
| 2012 | SBS                 | Star King                     | Khách mời               | Tập 234                                                  |
| 2012 | Shenzhen TV         | The Generation Show           | Khách mời               |                                                          |
| 2012 | Hunan TV            | Happy Camp                    | Khách mời               |                                                          |
| 2013 | Hubei TV            | Superstar China               | Huấn luyện viên         | với Alan Tam & Sabo Ryang (Tập 3)                        |
| 2013 | KBS-W               | Glitter                       | Co-host                 | với Kim So-eun                                           |
| 2014 | Jiangsu TV          | The Strongest Group           | Co-host                 | với Zhou Mi                                              |
| 2014 | SBS                 | Clenched Fist Chef            | Khách mời               | với Henry Lau và Kangin                                  |
| 2015 | Dragon TV           | Jiejie Over Flowers           | Thành viên cố định      | Phiên bản Trung của Noonas Over Flowers (Tập 1-10)       |
| 2015 | CCTV: CCTV-3        | Ding Ge Long Dong Qiang       | Khách mời               |                                                          |
| 2015 | MBC                 | Radio Star                    | Khách mời               | với Hwang Jae-geun, Lee Min-ho và Kim Hee-jung (Tập 449) |
| 2015 | tvN                 | Wednesday Food Talk           | Khách mời               |                                                          |
| 2015 | Hunan TV            | Happy Camp                    | Khách mời               |                                                          |
| 2016 | MBC                 | Radio Star                    | Khách mời               | Tập 475                                                  |
| 2016 |                     | Super Show                    | Khách mời               | với Cha Tae Hyun                                         |
| 2016 | Hunan TV            | Happy Camp                    | Khách mời               | với Mã Thiên Vũ                                          |
| 2016 | Hunan TV            | People in News                | Khách mời               |                                                          |
| 2016 | LETV                | You look so tasty             | Khách mời               |                                                          |
| 2017 | Zhejiang Television | Ace Vs. Ace                   | Co-host                 | với Shen Tao, Wong Cho-lam và Vương Nguyên               |
| 2017 | Zhejiang Television | Beat The Champions            | Co-host                 | với Hà Cảnh và Giả Nãi Lương                             |
| 2017 | Hunan TV            | Up Idol                       | Thành viên cố định      | Season 3                                                 |
| 2018 | iQiyi               | Hot Blood Dance Crew          | Thành viên cố định      | Dance Mentor                                             |
| 2020 | Tencent             | Chuang 2020                   | Thành viên cố định      | Mentor                                                   |

### MV góp mặt
| Năm  | Bài hát                     | Nghệ sĩ        | Vai            |
| ---- | --------------------------- | -------------- | -------------- |
| 2008 | "Eternity"                  | Kangta         | Nhân vật chính |
| 2008 | "Any Dream"                 | Rain           | Nhân vật chính |
| 2008 | "Replay"                    | Shinee         | Nhân vật chính |
| 2008 | "U (Phiên bản tiếng Trung)" | Super Junior-M | Nhân vật chính |
| 2010 | "Let You Go"                | TRAX           | Nhân vật chính |
| 2010 | "Breaka Shaka"              | Kangta         | Nhân vật chính |
| 2011 | "Blind"                     | TRAX           | Nhân vật chính |
| 2014 | "Agape"                     | Zhang Liyin    | Nhân vật chính |
| 2014 | "Not Alone"                 | Zhang Liyin    | Nhân vật chính |

### Sách
| Năm  | Tên                                   | Ngôn ngữ    |
| ---- | ------------------------------------- | ----------- |
| 2012 | Victoria`s HongMa（Hongkong & Macau） | Tiếng Hàn   |
| 2013 | 宋茜的港澳隨筆                        | Tiếng Trung |

## Giải thưởng và đề cử
| Năm  | Lễ trao giải                                                 | Đề cử                                | Giải thưởng                          | Kết quả   |        |
| ---- | ------------------------------------------------------------ | ------------------------------------ | ------------------------------------ | --------- | ------ |
| 2007 | Beijing Dance Competition                                    | 《畫聆》                             | Giải thưởng                          | Đoạt giải |        |
| 2007 | Beijing Dance Competition                                    | 《花腰新娘》                         | Giải nhì                             | Đoạt giải |        |
| 2010 | MBC Entertainment Awards                                     | We Got Married                       | Popularity Award                     | Đoạt giải |        |
| 2012 | China National Drama Awards                                  | When Love Walked In                  | Best New Actress                     | Đoạt giải |        |
| 2014 | Goddess of Asia Awards                                       |                                      | Goddess of Asia                      | Đoạt giải |        |
| 2014 | World Music Awards                                           | World's Best Female Artist           | Đề cử                                |           |        |
| 2014 | World Music Awards                                           | World's Best Live Act                | Đề cử                                |           |        |
| 2014 | World Music Awards                                           | World's Best Entertainer of the Year | Đề cử                                |           |        |
| 2015 | iQiYi All-Star Carnival                                      | Asia Popularity Award                | Đoạt giải                            |           |        |
| 2015 | Sohu Fashion Awards                                          | Popular Female Celebrity Award       | Đoạt giải                            |           |        |
| 2016 | Fashion Galaxy Jumei Award Ceremony                          | All-Rounded Goddess Award            | Đoạt giải                            |           |        |
| 2016 | Mobile Video Festival                                        | Broadcast's Influential Figure Award | Đoạt giải                            |           |        |
| 2016 | Anhui TV Drama Awards                                        | Ice Fantasy                          | Popualr Actress                      | Đoạt giải |        |
| 2016 | iQIYi Gala Night 2017                                        |                                      | Most Popular Actress                 | Đoạt giải |        |
| 2016 | The LeEco Night                                              | The LeEco Night                      | Đoạt giải                            |           |        |
| 2016 | Weibo Powerstar Award Ceremony                               | Mainland Most Popular Actress        | Đoạt giải                            |           |        |
| 2016 | Weibo Fan Festival                                           | Celebrity of the Year                | Đoạt giải                            |           |        |
| 2017 | 7th China National Drama Awards                              | Ice Fantasy                          | Popular Actress Award                | Đoạt giải |        |
| 2017 | Sina’s Weibo Awards Night                                    |                                      | Weibo Breakthrough Actor Of The Year | Đoạt giải |        |
| 2019 | Golden Bud – The Fourth Network Film And Television Festival | Best Actress                         | Love Under The Moon                  | Đề cử     | [ 53 ] |
| 2019 | Cosmo Glam Night                                             | Person of the Year (Dream)           | —                                    | Đoạt giải | [ 54 ] |
| 2019 | Tencent Video All Star Awards                                | Trendy Figure of the Year            | —                                    | Đoạt giải | [ 55 ] |
| 2019 | 11th China TV Drama Awards                                   | Rising Actress                       | —                                    | Đoạt giải | [ 56 ] |
| 2019 | Jinri Toutiao Awards Ceremony                                | Most Anticipated Actress             | —                                    | Đoạt giải | [ 57 ] |
| 2020 | Weibo Awards Ceremony                                        | Popular Artist of the Year           | —                                    | Đoạt giải | [ 58 ] |
| 2020 | 30th China TV Golden Eagle Award                             | Audience's Choice for Actress        | —                                    | Đề cử     | [ 59 ] |